# کلات بزرگ (اسفراین)
کلات بزرگ یک منطقهٔ مسکونی در ایران است که در دهستان زرق‌آباد واقع شده‌است. کلات بزرگ ۱۴۶ نفر جمعیت دارد.